# بای سقال
بای سقال (به لاتین: Bay Saqal) یک منطقهٔ مسکونی در افغانستان است که در ولایت بغلان واقع شده‌است.